# Føderale byer i Rusland
Byer af føderal betydning (russisk: Город федерального значения) eller føderale byer i Rusland, er en by, der både har status som en by og en føderal enhed. Rusland er inddelt i 85 føderale enheder, hvor tre af dem er føderale byer. 
| Nr. på kortet nedenfor# | Code | ISO-kode | Navn             | Flag | Byvåben | Føderal distrikt | Økonomisk region | Areal (km²) !! Befolkning (2014 est.) |            |
| ----------------------- | ---- | -------- | ---------------- | ---- | ------- | ---------------- | ---------------- | ------------------------------------- | ---------- |
| 1                       | 77   | MOW      | Moskva           |      |         | Centrale         | Centrale         | 1.100                                 | 12.111.194 |
| 2                       | 78   | SPE      | Sankt Petersborg |      |         | Nordvestlige     | Nordvestlige     | 1.439                                 | 5.131.967  |

## Udviklingen i 2014
Den 18. marts 2014 blev Republikken Krim og Sevastopol, beliggende på den sydvestligste del af Krimhalvøen, annekteret af Den Russiske Føderation. Sevastopol blev udpeget som en by af føderal betydning. En stor del af det internationale samfund og den ukrainske regering anerkender ikke en sådan ændring af status og ser Sevastopol som en integreret del af Ukraine.
| Nr. på kortet nedenfor# | Code | ISO-kode | Navn       | Flag | Byvåben | Føderal distrikt | Økonomisk region      | Areal (km²) | Befolkning (2014 est.) |
| ----------------------- | ---- | -------- | ---------- | ---- | ------- | ---------------- | --------------------- | ----------- | ---------------------- |
| 3                       | 92   | UA-40    | Sevastopol |      |         | Krims            | ikke tilknyttet nogen | 864         | 381,400                |

## Ekstern henvisning
- Subnationale enheder i Rusland Arkiveret 14. oktober 2006 hos  Wayback Machine